# قلج قلقان
قلج قلقان (بالتركية الحديثة: Kılıçkalkan) هي رقصة تركية من رقصات السيف، نشأت في بورصة، وتمثل الفتح العثماني للمدينة. يؤدي الرجال الرقصة مرتدين زي القتال العثماني القديم، حاملين السيوف والدروع، وراقصين على صليل السيوف والدروع بلا موسيقى.